# Si Rijigawa
Si Rijigawa –en xinès, 斯日吉嘎瓦– (8 d'octubre de 1986) és un esportista xinès que va competir en judo, guanyador d'una medalla de bronze al Campionat Asiàtic de Judo de 2011 en la categoria de –81 kg.

## Palmarès internacional
| Campionat Asiàtic | Campionat Asiàtic               | Campionat Asiàtic | Campionat Asiàtic |
| Any               | Lloc                            | Medalla           | Categoria         |
| ----------------- | ------------------------------- | ----------------- | ----------------- |
| 2011              | Abu Dabi ( Emirats Àrabs Units) | 3                 | –81 kg            |